# Брукер, Ричард
Ричард Брукер (англ. Richard Brooker; 20 ноября 1954, Лондон, Англия, Великобритания — 8 апреля 2013, Великобритания) — британский актёр  и каскадёр, получивший известность благодаря роли маньяка Джейсона Вурхиза в фильме «Пятница, 13-е — Часть 3 в 3D» (1982). 
Брукер скончался 8 апреля 2013 года в Лондоне от сердечного приступа.

## Карьера
Брукер работал в кастинговом журнале Dramalogue. Брукер был первым актёром, который надел культовую хоккейную маску Джейсона Вурхиза, ставшую визитной карточкой сериала «Пятница, 13-е — Часть 3 в 3D».  
После роли Джейсона Брукер появлялся в небольших ролях в таких фильмах, как «Ловчий смерти», «Глубоководная конспирация» и телесериале «Охотник Джон».  
Позже Брукер стал режиссёром таких известных сериалов, как «Билл Най — научный парень». Работал продюсером на нескольких спортивных каналах и программах, таких как Fox и 20th Century FOX.
Позже перешёл от кинопроизводства и актёрской игры к бизнесу, создав свою собственную компанию по дизайну веб-сайтов «Production Access Network». 
Брукер также запатентовал устройство, которое используется в мобильных телефонах и в киноиндустрии, за что получил премию «Primetime Emmy Award»  за выдающиеся достижения в области инженерных разработок в 2006 году. 
Брукер скончался от предполагаемого сердечного приступа 8 апреля 2013 года в больнице Лос-Анджелеса, Калифорния, в возрасте 58 лет.

## Фильмография
| Год  |   | Русское название             | Оригинальное название    | Роль           |
| ---- | - | ---------------------------- | ------------------------ | -------------- |
| 1982 | ф | Пятница, 13-е — Часть 3 в 3D | Friday the 13th Part III | Джейсон Вурхиз |
| 1983 | ф | Ловчий смерти                | Deathstalker             | Огрис          |
| 1984 | с | Охотник Джон                 | Trapper John, M.D.       | Вик            |
| 1987 | ф | Глубоководная конспирация    | Deep Sea Conspiracy      | Леон           |